# 조력자살

전 세계 조력자살 현황:
의사의 도움으로 자살하는 것은 합법
법원 판결에 의해 합법화되었지만, 입법화되거나 규제되지 않음
의사의 도움을 받은 자살은 불법

조력자살(助力自殺, 영어: assisted suicide, physician-assisted suicide, PAS)은 의료 전문가의 도움을 받아 개인이 자신의 생명을 끝내는 과정이다.
이러한 행위는 개인이 거주하는 주 또는 국가의 법률과 규정에 의해 엄격하게 규제된다. 의사의 조력은 일반적으로 치사량의 약물에 대한 처방전 작성으로 제한된다. 이 관행은 의료적 죽을 권리(즉, 개인이 의료적 도움을 통해 또는 생명 유지 치료를 거부함으로써 언제 어떻게 죽을지 선택할 권리)의 개념에 속한다.
조력자살은 모든 국가에서 합법인 것은 아니지만, 오스트리아, 벨기에, 캐나다, 독일, 룩셈부르크, 오스트레일리아, 네덜란드, 포르투갈, 스페인, 스위스, 미국 일부 지역 등 일부 국가에서는 특정 상황에서 합법이다. 콜롬비아, 에콰도르, 에스토니아 및 이탈리아의 헌법재판소는 조력자살을 합법화했지만, 해당 정부는 아직 이 관행을 법제화하거나 규제하지 않았다.

## 용어
이 관행은 다양한 용어로 지칭된다. 여기에는 다음이 포함된다:
- 의료적 조력 사망 (MAID)
- 사망 시 의료 지원 (MAiD)
- 조력 사망
- 의사 조력 사망 (PAD)
- 의사 조력 자살 (PAS)
- 조력 자살

그러나 이 모든 용어는 의사가 간접적으로 다른 사람이 자신의 생명을 끝내도록 돕는 동일한 의료 행위를 지칭한다. 여기에는 의사가 "자살에 필요한 지식이나 수단, 또는 둘 다를 의도적으로 제공하는 것"이 포함되며, 이는 치사량의 약물에 대한 조언, 그러한 치사량을 처방하거나 약물을 제공하는 것을 포함한다. 이것은 환자가 의료적 조력 사망을 받기 위해 매우 엄격한 기준을 충족해야 하는 규제된 행위이다.

### 관련 용어
안락사는 누군가가 다른 사람의 죽음을 직접적으로 야기하는 경우에 발생한다. 이는 동의 여부와 관계없이 발생할 수 있으며, 자발적(당사자가 동의하는 경우), 비자발적(당사자가 동의할 수 없는 경우) 또는 비자발적(당사자가 동의하지 않는 경우)으로 분류될 수 있다.

### "조력자살" 용어 사용에 대한 우려
조력 사망 옹호자 중 일부는 "조력자살"과 "자살"이라는 용어에 강력히 반대하며, "의료적 조력 사망" 또는 "조력 사망"과 같은 용어를 선호한다. 이는 "자살"이라는 용어의 사용이 의학적 관행을 정확하게 나타내지 않는다고 믿기 때문에, 말기 증상이 아닌 사람들이 흔히 저지르는 자살과 이 논의를 거리를 두기 위함이다.
2022년 11월, 죽을 권리 협회 세계 연맹은 격년 총회에서 이 의료 행위에 대한 선호 용어로 "자발적 조력 사망"을 논의하고 채택했다.

## 제한 및 기준
의료적 조력 사망 자격을 얻으려면 일반적으로 개인은 다음을 포함하는 엄격한 기준을 충족해야 한다.
- 말기(즉, 6개월 또는 1년 이내에 사망할 가능성이 있는) 또는 불치병이 있거나 장애가 있는 경우
- 온전한 정신 상태인 경우
- 자발적으로 반복하여 사망 희망을 표명하는 경우
- 지정된 치사량을 자신의 손으로 복용하는 경우

법률은 지역마다 범위가 다르다.
캐나다와 많은 유럽 국가에서는 자격 기준에 '참을 수 없는 고통'도 포함된다(즉, 말기 환자가 아니어도 된다).
미국에서는 의료적 조력 사망이 예상 수명이 6개월 미만인 사람들에게만 제한된다. 또한, 미국에서는 의사가 환자에게 의료적 조력 사망에 동의하기 전에 호스피스나 완화 치료와 같은 환자의 고통이나 불편을 줄이기 위한 대체 방법을 제공해야 한다.

### 스위스
스위스에서는 의학적 진단이 필요 없다. 온전한 정신 상태의 사람은 누구나 자살을 위한 도움을 구할 수 있다. 스위스 연방 대법원은 2023년 정신 질환의 경우, 개인과의 여러 차례 집중적인 논의, 환자 친척에 대한 질문, 의학적 제2의견을 얻는 것이 의사가 정신 질환자에게 치사량의 약물을 처방하는 데 충분하다고 확인했다. 정신의학 전문의의 소견은 필요 없다.
스위스 협회 디그니타스(Dignitas)는 다음과 같은 조건을 요구한다.
- 사망에 이를 질병(말기 질환), 및 참을 수 없는 무능력 장애, 및 참을 수 없고 통제할 수 없는 고통 (감정)이 있어야 한다.
- 온전한 정신으로 판단할 수 있어야 한다.
- 마지막 단계, 즉 삼키거나, 위관을 삽입하거나, 정맥 주입관의 밸브를 스스로 열 수 있어야 한다.[15][16]

## 찬반 논쟁

### 찬성론
조력 자살 지지 논거는 다음과 같다:
- 인간 고통 (감정)의 감소[17][18][19]
- 동정심
- 환자 자주권 존중
- 개인의 자유
- 생명 유지 장치 유무와 관계없이 말기 환자의 평등한 대우
- 투명성[20]
- 책임 윤리[21]

#### 조력자살을 찾는 사람들이 언급하는 이유
2022년 오리건 프로그램에서 가장 자주 보고된 임종 시 우려는 다음과 같았다.
- 삶을 즐겁게 해준 활동에 참여하는 능력 감소 (89%)
- 자주권 상실 (86%)
- 존엄 상실 (62%)
- 가족/간병인의 부담 (46%)
- 신체 기능 통제 능력 상실 (44%)
- 불충분한 만성 통증 조절, 또는 이에 대한 우려 (31%)
- 치료의 재정적 영향 (6%)[22]

이전 연도에도 비슷한 요인들이 관찰되었다.
미국에서는 고통 (감정)이 조력자살을 찾는 주된 동기로 보고되지 않는 경우가 많았다.

### 반대론
조력 사망에 대한 반대 논거는 다음과 같다.
- 진정한 동의 부족: 일부는 취약 계층이 "환자들이 진정한 동의 없이 PAD에 노출될 수 있다"는 이유로 조기 사망의 위험에 처할 수 있다고 우려한다.[25]
- 미끄러운 경사: 이러한 우려는 조력자살이 말기 환자에게 시작되면 다른 취약한 공동체, 즉 장애인에게까지 확대될 수 있으며, 인구통계학적 또는 사회경제적 지위에 따라 가치가 없다고 느끼는 사람들도 이를 사용하기 시작할 수 있다는 것이다.[25][26][27] 영국 정부 보건사회복지특별위원회는 2024년 전 세계 조력자살 상황을 검토한 결과 '미끄러운 경사'가 발생했다는 증거를 찾지 못했다.[12]

## 의견

### 의료 윤리

#### 히포크라테스 선서
일부 의사들은 의사 조력 자살이 역사적으로 의사들이 했던 선서인 히포크라테스 선서(기원전 400년경)에 위배된다고 말한다. 히포크라테스 선서에는 "누구에게도 죽음을 가져오는 약을 달라고 하면 주지 않을 것이며, 그러한 조언도 하지 않을 것이다"라고 명시되어 있다. 그러나 원본 선서는 여러 차례 수정되었으며, 대중의 믿음과는 달리 대부분의 현대 의과대학에서 필수로 요구되지 않으며, 선서를 선택하는 개인에게 법적 의무를 부과하지도 않는다. 또한 히포크라테스 선서에서 금지되었던 낙태와 사형과 같은 절차들은 오늘날 흔히 시행되고 있다.

#### 제네바 선언
제네바 선언은 1948년 세계의사회가 나치 독일에서 자행된 강제(비자발적) 안락사, 우생학 및 기타 의료 범죄에 대응하여 처음 초안을 작성한 히포크라테스 선서의 개정판이다. 이 선언에는 "나는 환자의 자주권과 존엄을 존중할 것이다"는 물론 "나는 인간 생명에 대한 최대한의 존경심을 유지할 것이다"가 포함되어 있다.

#### 국제 의료 윤리 강령
2006년에 마지막으로 개정된 국제 의료 윤리 강령은 "의사는 항상 인간 생명을 존중할 의무를 명심해야 한다"는 내용을 "환자에 대한 의사의 의무" 조항에 포함하고 있다.

#### 마르베야 성명
마르베야 성명은 1992년 스페인 마르베야에서 개최된 제44차 세계의사회 총회에서 채택되었다. 이 성명은 "자발적 안락사와 마찬가지로 의사 조력 자살은 비윤리적이며 의료계에서 비난받아야 한다"고 명시하고 있다.

#### 미국의사협회 윤리 강령
2022년 기준으로 미국의사협회(AMA)는 의료적 조력 사망에 반대했다. 의료적 조력 사망에 대한 계속되는 논쟁에 대응하여 AMA는 의사 조력 자살을 지지하는 사람들과 반대하는 사람들 모두에게 지침을 발표했다. AMA 윤리 강령 5.7조는 "의사 조력 자살은 의사의 치료자 역할과 근본적으로 양립할 수 없다"고 명시하며, "통제하기 어렵거나 불가능할 것이며 심각한 사회적 위험을 초래할 것"이라고 명시하지만, 이 관행을 명시적으로 금지하지는 않는다. AMA가 "조력 자살을 지지하는 사람들을 위한 사려 깊은 도덕적 기반을 명확히 제시한다"고 밝힌 AMA 윤리 강령 1.1.7조에는 응급 치료 또는 시민권 존중과 같이 의사에게 명확한 의무가 있는 특정 상황 외에는 "의사가 직업적 의무를 위반하지 않고 자신의 양심에 따라 행동(또는 행동을 자제)할 수 있다"고 명시되어 있다.

### 종교적 입장

#### 찬성하는 종교적 입장

##### 유니테리언 보편주의
1988년 총회 결의에 따르면, "유니테리언 보편주의자들은 죽음에서의 자결권을 옹호하며, 적절한 안전 장치 하에 말기 환자가 자신의 죽음 시간을 선택할 권리를 존중하는 행동을 하는 사람들에게 민사적 또는 형사적 처벌을 면제할 것을 주장한다."

#### 반대하는 종교적 입장

##### 로마 가톨릭교회
로마 가톨릭교회는 인간의 삶에 관한 도덕적 결정이 각자의 양심과 신앙에 따라 이루어져야 한다는 사실을 인정한다. 가톨릭 전통은 타인의 고통 (감정)에 대한 염려가 자발적 안락사에 대한 적절한 결정 이유가 될 수 없다고 말해왔다. 가톨릭교회 교리서에 따르면, "하느님은 모든 생명의 창조자이자 저자이시다." 이 신념 체계에서 하느님이 인간의 생명을 창조하셨으므로, 하느님이 생명을 끝낼 때를 결정하는 분이시다. 로마 가톨릭교회의 관점에서 의도적으로 자신의 생명이나 타인의 생명을 끝내는 것은 도덕적으로 잘못되었으며 가톨릭 교리에 위배된다. 더욱이 자신의 생명을 끝내는 것은 그 사람과 사랑하는 사람들에게 남은 삶의 시간을 빼앗고, 남겨진 사람들에게는 슬픔과 비통함을 야기한다.
교황 프란치스코는 죽음이 영광스러운 사건이며 하느님 외에는 아무도 결정해서는 안 된다고 단언했다. 교황 프란치스코는 생명을 옹호하는 것이 그 신성함을 옹호하는 것을 의미한다고 암시한다. 로마 가톨릭교회는 신자들에게 안락사 행위가 죄로 인식되기 때문에 용납될 수 없다고 가르친다. 이는 십계명 중 하나에 어긋나기 때문이다. 제5계명에 암시된 대로, "살인하지 마라(Thou shalt not kill)"는 조력자살 행위가 인간 생명의 존엄과 하느님에 대한 존경에 위배된다. 또한, 로마 가톨릭교회는 말기 증상 환자들이 의사 조력 자살 대신 신체적 고통 (감정)을 다루면서 심리적, 영적 고통 (감정)까지 치료하는 호스피스 치료를 받을 것을 권장한다.

##### 힌두교
힌두교에서 자살은 다르마(의무), 카르마(행동과 그 결과), 그리고 아힘사(비폭력)와 같은 핵심 원칙과 상충되기 때문에 심각한 행위로 간주된다. 힌두교 내에 자살과 조력자살에 대한 명확한 가르침은 없지만, 생명을 조기에 끝내거나 그러한 행위를 돕는 것은 사망하는 사람과 돕는 사람 모두의 카르마에 부정적인 영향을 미칠 수 있다. 클리블랜드의 케이스 웨스턴 리저브 대학교의 남아시아 종교 및 철학 교수인 디팍 사르마는 "고통을 멈추기 위해 어떤 행동을 함으로써 카르마를 회피한다면, 나중에 그 대가를 치르게 될 것이다"라고 설명한다. 힌두교는 "아힘사 파라모 다르마" 즉, "아힘사(비폭력)가 다르마(덕)의 가장 높은 형태이다"라는 원칙을 지지한다. 그러나 힌두교도들은 타인의 고통에 무관심해서는 안 된다. 생각, 말, 행동으로 어떤 살아있는 생명체에 대해서도 폭력 행위를 저지르지 않아야 한다. 따라서 안락사 관행은 아힘사의 가르침을 위반하는 것으로 간주될 것이다.

##### 유대교
유대교에서 생명 보존은 가장 큰 가치 중 하나이지만, 성경과 랍비 문학에는 자살과 조력자살의 사례가 등장한다. 중세 권위자들은 이러한 조치의 합법성과 제한된 적용 상황에 대해 논쟁했다. 후대 랍비 권위자들의 다수 결론과 유대교 내에서 받아들여지는 규범적 관행은 치료할 수 없는 고통 (감정)을 겪는 말기 환자에게도 자살과 조력자살이 승인될 수 없다는 것이다.

##### 예수 그리스도 후기 성도 교회
예수 그리스도 후기 성도 교회는 조력 자살과 안락사에 반대하며, 이에 참여하는 사람은 누구든지 하나님의 계명을 위반한 것으로 간주된다. 그러나 교회는 사람이 말기 질병의 마지막 단계에 있을 때 어려운 결정을 내려야 할 수도 있음을 인정한다. 교회는 "죽음이 불가피할 때, 죽음은 축복이자 영원한 존재의 목적 있는 부분으로 여겨져야 한다. 신자들은 불합리한 수단으로 육체적 생명을 연장해야 한다고 느낄 필요가 없다"고 말한다.

##### 이슬람교
엄격한 접근 방식에 따르면, 이슬람 의사는 환자의 생명을 자발적으로 빼앗기 위해 직접 개입해서는 안 되며, 심지어 동정심 때문이라 할지라도 (이슬람 의료 윤리 강령, 쿠웨이트 1981); 그는 환자가 치료 가능한지 아닌지, 계속 살아야 하는지 아닌지를 판단해야 한다. 유사하게, 그는 친척의 명시적인 요청이 있더라도 죽음을 가속화하는 약물을 투여해서는 안 된다; 이러한 가속화는 살인에 해당할 것이다. 꾸란 3:145절은 "어떤 영혼도 하나님의 허락 없이는 죽을 수 없으며, 기한은 기록으로 정해져 있다"고 명시하고 있다; 꾸란 3:156절은 "하나님은 생명과 죽음을 주시며, 하나님은 너희가 행하는 모든 것을 잘 아신다"고 계속하여 말하며, 이는 하나님이 각 생명의 길이를 정하셨지만, 어떤 희망이 있을 때 인간의 노력을 통해 생명을 구원할 여지를 남겨둔다는 것을 의미한다. 환자가 자신의 생명을 끝내달라고 요청하는 것은 일부 측면에서 법적 교리에 의해 평가되었다. 네 개의 "정통" 수니파 법학 학파(하나피 학파, 말리크 학파, 샤피이 학파, 한발리 학파)는 그들의 선언에서 만장일치가 아니었다. 모든 학파는 죽음을 요청하거나 허락하는 것이 살인 행위를 합법화하지 않는다고 보았다; 그러나 의견 불일치는 사망을 야기한 자에게 처벌을 적용할 가능성에 관한 것이었다: 하나피 학파는 찬성했고; 한발리 학파, 샤피이 학파, 말리크 학파는 형사 제재에 부분적으로 찬성하고 부분적으로 반대했다.
1995년 6월 말레이시아(쿠알라룸푸르)에서 열린 무슬림 의사 회의는 안락사(정확히 정의되지 않음)가 이슬람 원칙에 위배된다는 점을 재확인했다. 이는 군사적 맥락에서도 유효하여, 심하게 다친 군인이 자살하거나 다른 군인에게 동정심으로 자신을 죽여달라고 요청하거나 적의 손에 넘어가는 것을 피하기 위해 죽여달라고 요청하는 것을 금지한다.

### 중립적 입장을 취하는 단체
의료 전문가를 대표하는 단체들이 의료적 조력 사망에 대해 반대하는 입장 대신 중립적인 입장을 취해야 한다는 요구가 있어 왔다. 그 이유는 이것이 의료 전문가와 더 넓은 사회의 견해를 더 잘 반영하고, 해당 단체들이 논의에 부당한 영향력을 행사하는 것을 막을 수 있다고 여겨지기 때문이다.
영국 왕립 간호 대학은 2009년 7월 의료적 조력 사망에 대해 중립적인 입장으로 전환하기로 투표했다.
캘리포니아 의사 협회는 2015년 브리트니 메이너드라는 암 환자의 영향을 받아 의료적 조력 사망 법안 도입 여부에 대한 논의 중에 오랫동안 유지해온 반대 입장을 철회했다. 캘리포니아 임종 선택 법은 그해 말 법으로 서명되었다.
2017년 12월, 매사추세츠 의학회(MMS)는 의료적 조력 사망에 대한 반대 입장을 철회하고 중립적인 입장을 채택하기로 투표했다.
2018년 10월, 미국 가정의학과 학회(AAFP)는 반대 입장에서 중립 입장으로 전환하기로 투표했다. 이는 이에 반대하는 미국의사협회(AMA)의 입장과는 상반된다.
2019년 1월, 영국 왕립 내과의 협회는 의료적 조력 사망의 합법화를 지지하거나 반대해야 한다고 회원 3분의 2가 동의할 때까지 중립적 입장을 취할 것이라고 발표했다.
2021년 9월, 영국 최대 의사 노조인 영국의사협회는 2006년부터 유지해온 반대 입장을 철회하고 조력 사망 법률 개정에 대해 중립적인 입장을 채택했다.

### 의료 전문가의 태도
많은 의료적 조력 사망 프로그램에서 의사는 종종 "문지기"로서 중요한 역할을 하며, 종종 이 문제의 최전선에 서게 된다. 수십 년간의 여론 조사에 따르면, 미국과 여러 유럽 국가의 의사들은 일반 대중보다 의료적 조력 사망 합법화에 대한 지지가 낮다. 미국에서는 1970년대 이후 "미국 대중의 약 3분의 2"가 합법화를 지지했지만, 의사를 대상으로 한 설문 조사에서는 "절반만큼도 합법화를 지지하는 경우가 거의 없었다." 그러나 의사 및 기타 의료 전문가의 의견은 의사 조력 자살 문제에 대해 다음과 같이 크게 다르다.
| 연구                   | 인구             | 응답  | 조력 의향 | 조력 의향 | 조력 의향 없음 | 조력 의향 없음 |
| ---------------------- | ---------------- | ----- | --------- | --------- | -------------- | -------------- |
| 캐나다 의사 협회, 2011 | 캐나다 의사 협회 | 2,125 | 16%       | 16        | 44%            | 44             |
| 코헨, 1994 (NEJM)      | 워싱턴주 의사    | 938   | 40%       | 40        | 49%            | 49             |
| 리, 1996 (NEJM)        | 오리건주 의사    | 2,761 | 46%       | 46        | 31%            | 31             |

| 연구                           | 인구           | 응답  | 합법화 찬성 | 합법화 찬성 | 합법화 반대 | 합법화 반대 |
| ------------------------------ | -------------- | ----- | ----------- | ----------- | ----------- | ----------- |
| 메드스케이프 윤리 보고서, 2014 | 미국 기반 의사 |       | 54%         | 54          | 31%         | 31          |
| 시얼, 2009                     | 영국 의사      | 3,733 | 35%         | 35          | 62.2%       | 62.2        |
| 코헨, 1994 (NEJM)              | 워싱턴주 의사  | 938   | 53%         | 53          | 39%         | 39          |

2019년 미국 의사들을 대상으로 한 설문조사에 따르면, 의사 60%가 "당신의 주에서 PAS를 합법화해야 하는가?"라는 질문에 '그렇다'고 답했다. 이 설문조사에서는 의사들이 '미끄러운 경사'의 가능성에 대해 우려하고 있음이 밝혀졌다. 30%는 "PAS/AID가 안락사 합법화로 이어질 것"이라는 의견에 동의했고, 46%는 "건강 보험 회사가 더 비싸고 생명을 구할 수 있는 치료(예: 화학 요법)보다 PAS/AID를 보장할 것"이라는 의견에 동의했다. 또한 이 설문조사에서는 의사들이 환자들이 PAS를 찾는 이유를 일반적으로 오해하고 있음이 드러났다. 의사 49%는 "PAS/AID를 찾는 대부분의 환자는 육체적 고통 (감정) 때문에 그렇게 한다"는 의견에 동의했지만, 오리건주의 연구에서는 "가장 자주 언급된 임종 시 우려는 자주권 상실(89.5%), 삶을 즐겁게 해준 활동에 참여하는 능력 감소(89.5%), 그리고 존엄 상실(65.4%)이었다"는 사실이 밝혀졌다. 또한, 이 설문조사는 안전 장치의 적절성에 대한 불확실성을 발견했다. 59%가 "현재 PAS 법률은 적절한 안전 장치를 제공한다"는 의견에 동의했지만, 특정 안전 장치와 관련해서는 더 큰 우려가 있었다. 60%는 "정신과 의사가 아닌 의사도 PAS를 찾는 환자의 우울증을 충분히 선별할 수 있다"는 의견에 반대했고, 60%는 "대부분의 의사가 PAS/AID를 찾는 환자가 6개월 미만으로 살 수 있는지 확실히 예측할 수 있다"는 의견에 반대했다. 오리건주 응급 의사들 사이에서는 적절한 안전 장치에 대한 우려가 훨씬 더 컸는데, 한 연구에 따르면 "오직 37%만이 오리건 이니셔티브에 취약 계층을 보호하기에 충분한 안전 장치가 있다고 응답했다."
의료적 조력 사망에 대한 태도는 의료 직업별로도 다양하다; 국립 완화 의료 위원회(National Council for Palliative Care), 에이지 콘선(Age Concern), 헬프 더 호스피스(Help the Hospices), 맥밀란 암 지원(Macmillan Cancer Support), 운동 신경 질환 협회(Motor Neurone Disease Association), 다발성 경화증 협회(MS Society) 및 수 라이더 케어(Sue Ryder Care)가 후원한 3,733명의 의료 의사를 대상으로 한 광범위한 설문 조사에 따르면, 자발적 안락사와 PAS에 대한 반대는 완화 의료 및 노인 돌봄 전문가들 사이에서 가장 높았으며, 완화 의료 전문가의 90% 이상이 법 변경에 반대했다.
글래스고 대학교 법률 및 의료 윤리 연구소의 1997년 연구에 따르면 약사(72%)와 마취과 의사(56%)는 PAS 합법화에 대체로 찬성하는 것으로 나타났다. 약사는 일반 개업의보다 "환자가 자신의 생명을 끝내기로 결정했다면 의사는 법적으로 도움을 주도록 허용되어야 한다"는 견해를 지지할 가능성이 두 배나 높았다. 2017년 1월에 NPR이 발표한 보고서에 따르면, 미국 내 조력자살이 합법화된 지역에서 의사들이 참여를 거부할 수 있도록 허용하는 보호 조치가 너무 철저하여 현재 해당 관행의 자격이 되는 사람들이 접근하기 어려운 상황이 발생하고 있다고 시사한다.
영국에서 실시된 한 여론 조사에 따르면, 일반 개업의의 54%가 조력 사망 법률 도입에 찬성하거나 중립적인 입장을 보였다. BMJ에 실린 Doctors.net.uk의 유사한 여론 조사에서는 의사의 55%가 이를 지지한다고 밝혔다. 대조적으로 영국 의사를 대표하는 BMA는 이에 반대한다.
2000년에 북아일랜드의 모든 일반 개업의를 대상으로 익명으로 비밀리에 실시된 우편 설문 조사에 따르면, 응답한 일반 개업의의 70% 이상이 의사 조력 자살과 자발적 적극적 안락사에 반대하는 것으로 나타났다.

### 의료적 조력 사망에 대한 여론

#### 미국 여론 조사
갤럽이 1947년부터 실시한 여론조사에서는 "불치병 환자가 본인과 가족의 요청으로 고통 없는 방법으로 생명을 끝내는 것을 의사가 허용해야 한다고 생각하는가?"라는 질문에 대한 지지율이 1947년 37%에서 1990년부터 2005년까지 약 75% 수준으로 증가했다. 여론조사 질문이 "불치병" 대신 "심한 고통"을, 의사의 일반적인 허용 대신 "합법화"를, 그리고 의사가 시행하는 자발적 안락사 대신 "환자의 자살"을 제기하도록 수정되었을 때, 대중의 지지율은 약 10%에서 15% 가량 상당히 낮아졌다.
내셔널 저널과 리젠스 재단이 실시한 여론조사에 따르면, 오리건 주민과 워싱턴 주민 모두 다른 지역 사람들보다 "말기의료"라는 용어에 더 익숙했으며, 두 주 주민들은 완화 치료와 호스피스 치료라는 용어를 더 잘 알고 있었다.
완화 의료 저널의 설문조사에 따르면, 조력 사망을 선택한 환자의 가족 간병인은 조력 사망을 요청하지 않은 환자의 가족 간병인보다 환자 돌봄에서 긍정적인 의미를 찾을 가능성이 더 높고 환자의 죽음을 받아들일 준비가 더 잘 되어 있었다.

## 국가 및 지역별 합법성

전 세계 조력자살 현황:
의사 조력 자살은 합법이다.
법원 판결로 합법화되었지만 입법 또는 규제되지 않음
의사 조력 자살은 불법이다.

선진국에서 안락사 및 조력자살(EAS) 발생률이 크게 증가했으며, 증가율은 크게 다르다.

의료적 조력 사망은 오스트리아, 벨기에, 캐나다, 룩셈부르크, 네덜란드, 뉴질랜드, 포르투갈, 스페인, 스위스, 미국 일부 지역 (캘리포니아, 콜로라도주, 하와이, 메인주, 몬태나주, 뉴저지주, 뉴멕시코주, 오리건주, 버몬트주, 워싱턴 및 워싱턴 D.C.) 그리고 오스트레일리아 (뉴사우스웨일스주, 퀸즐랜드주, 사우스오스트레일리아주, 태즈메이니아주, 빅토리아 및 웨스턴오스트레일리아주)를 포함한 일부 국가에서 특정 상황에서 합법이다. 콜롬비아, 에콰도르, 에스토니아, 독일 및 이탈리아의 헌법재판소는 조력자살을 합법화했지만, 해당 정부는 아직 이 관행을 법제화하거나 규제하지 않고 있다.

### 오스트레일리아
오스트레일리아의 조력자살에 관한 주 및 준주 정부의 문제이다. 의사 조력 자살은 현재 뉴사우스웨일스주, 빅토리아, 사우스오스트레일리아주, 웨스턴오스트레일리아주, 태즈메이니아주 및 퀸즐랜드주를 포함한 모든 오스트레일리아 주에서 합법이다. 모든 오스트레일리아 준주에서는 여전히 불법이지만, 오스트레일리아 수도 준주는 2024년까지 이를 합법화할 계획이며, 노던 준주는 2024년 보고될 예정인 조사를 진행 중이다.
빅토리아 주 법에 따라 환자는 의사에게 조력자살에 대해 문의할 수 있으며, 양심적 거부자를 포함한 의사들은 양심적 거부를 하지 않는 적절히 훈련된 동료에게 의뢰해야 한다. 의료진은 환자에게 자발적 조력 사망(VAD)에 대해 먼저 말을 꺼내거나 제안하는 것이 제한된다.
의사 조력 자살은 노던 준주에서 말기 환자 권리법 1995년에 따라 잠시 합법이었으나, 이 법률이 연방 의회에 의해 뒤집히면서 준주가 조력 사망과 관련된 법률을 통과시킬 권한도 없어졌다. 그러나 이 금지 조항은 2022년 12월 준주 권리 회복법 2022년의 통과로 폐지되었다. 이 시기에 사용된 고도로 논란이 많은 '안락사 기계'(최초로 발명된 자발적 조력 사망 기계)는 필립 니츠케에 의해 제작되었으며, 현재 런던의 과학박물관에 보관되어 있다.

### 오스트리아

유럽의 조력자살 현황:
조력자살은 합법이다.
법원 판결로 합법화되었지만 입법 또는 규제되지 않음
조력자살은 합법이 아니다.

2020년 12월, 오스트리아 헌법재판소는 조력자살 금지 조항이 위헌이라고 판결했다. 2021년 12월, 오스트리아 의회는 말기 환자 또는 영구적으로 쇠약하게 하는 질환을 가진 사람들을 위한 조력자살을 합법화했다.

### 벨기에
안락사 법은 2002년 벨기에에서 자발적 안락사를 합법화했지만, 의사 조력 자살은 포함하지 않았다.

### 캐나다
캐나다에서 의사 조력 자살은 2014년 6월 5일 퀘벡주에서 처음으로 합법화되었다. 2015년 2월 6일 캐나다 대법원은 카터 대 캐나다 (법무부 장관) 판결에서 이를 전국적으로 합법화했다.
의사 조력 자살을 공식화하는 국가 법률은 2016년 6월 중순에 통과되었으며, 예상 사망일이 6개월 이내인 환자에게 적용되었다. 자격 기준은 시간이 지남에 따라 점진적으로 확대되었다. 2021년 3월 현재, 개인은 조력 자살 자격을 얻기 위해 더 이상 말기 증상을 겪을 필요가 없다. 정신 질환에 대한 조력 자살을 허용하는 법률은 2023년 3월 17일에 발효될 예정이었으나, 2027년까지 연기되었다.
2015년 12월 10일부터 2017년 6월 30일까지 캐나다에서 2,149건의 의료적 조력 사망이 기록되었다. 헬스 캐나다가 발표한 연구는 의사 주도 자발적 안락사에 대한 의사의 선호를 보여주며, 효과적인 투여와 환자 스스로 투여할 때 발생할 수 있는 잠재적 합병증 예방에 대한 우려를 언급한다.

### 중국
중국에서는 중화인민공화국 형법 제232조 및 제233조에 따라 조력자살이 불법이다. 중국에서 자살 또는 태만은 살인으로 간주되며 3년에서 7년의 징역형에 처해질 수 있다.
2011년 5월, 농부인 중이춘은 정신 질환을 앓고 있던 쩡첸샹이 반복적으로 자신을 도와 자살하게 해달라고 요청하자 쩡첸샹의 자살을 도운 혐의로 중국 장시성 룽난현 인민법원에서 2년의 징역형을 선고받았다. 2010년 10월, 쩡은 과도한 수면제를 복용하고 동굴에 누워 있었다. 계획대로 중은 15분 후 그에게 전화하여 그가 죽었음을 확인하고 그를 묻었다. 그러나 부검 보고서에 따르면 사인은 약물 과다 복용이 아닌 질식이었다. 중은 업무상 과실치사죄로 유죄 판결을 받았다. 2011년 8월, 중은 항소했지만 기각되었다.
1992년, 한 의사가 진행성 암 환자를 치사량의 주사로 살해한 혐의로 기소되었으나, 결국 무죄를 선고받았다.

### 콜롬비아
1997년 5월 콜롬비아 헌법재판소는 1980년 형법 제326조를 통과시켜 생명을 끝내기를 요청한 환자의 자발적 안락사를 허용했다. 이 판결은 자발적 안락사에 강력히 반대했던 한 단체의 노력 덕분이었다. 이 단체 회원 중 한 명이 콜롬비아 대법원에 소송을 제기하자, 대법원은 6대 3으로 "말기 환자가 자발적 안락사를 할 권리를 명확히 밝혔다"는 판결을 내렸다.

### 덴마크
덴마크에서는 조력자살이 불법이다. 소극적 안락사, 즉 치료 거부는 불법이 아니다. 2014년 설문 조사에 따르면 덴마크 인구의 71%가 자발적 안락사와 의사 조력 자살의 합법화에 찬성하는 것으로 나타났다.

### 프랑스
프랑스에서는 조력자살이 합법이 아니다. 자발적 안락사와 의사 조력 자살의 합법화에 대한 논란은 미국의 경우만큼 크지 않다. 이는 프랑스에 "잘 발달된 호스피스 치료 프로그램"이 있기 때문이다. 그러나 2000년에 빈센트 위베르와 관련된 논란이 이 주제에 대한 논의에 불을 지폈다. 자동차 사고로 인해 "걷거나, 보거나, 말하거나, 냄새를 맡거나, 맛을 볼 수 없게 된" 그는 오른손 엄지손가락 움직임을 이용해 『나는 죽을 권리를 요구한다』(Je vous demande le droit de mourir)는 책을 썼고, 여기서 그는 "합법적으로 죽고 싶다"는 소망을 밝혔다. 그의 청원이 거부되자, 그의 어머니는 과다한 바르비투르산계 주사를 놓아 그를 혼수 상태에 빠뜨려 이틀 후 사망하게 함으로써 그의 죽음을 도왔다. 그의 어머니는 아들의 죽음을 도운 혐의로 체포되었으나 나중에 무죄를 선고받았지만, 이 사건은 "인위적인 생명 유지 외에는 다른 목적이 없는" 의학적 조치는 "중단되거나 시행되지 않을 수 있다"고 명시하는 새로운 법률을 촉발했다.

### 독일
독일 형법(제216조, "피해자의 요청에 따른 살해")에 따라 타인의 요구에 따라 살해하는 것은 항상 불법이다.
그렇긴 하지만, 연방헌법재판소가 2020년 조력자살이 기본법에 따라 일반적으로 보호된다고 판결하면서 조력자살은 현재 일반적으로 합법이다. 이 획기적인 판결은 조력자살의 상업화 금지를 뒤집고, 그러한 조항을 고려하는 국가나 관할권에 대해 완전히 새로운 방향을 제시했다. 자살 자체가 합법이므로, 조력이나 권유는 공범 및 선동에 관한 일반적인 법적 메커니즘으로 처벌받지 않는다(독일 형법은 "공범의 부속성"이라는 개념을 따르는데, 이는 "다른 사람에게 자살을 선동하거나 자살을 돕는 사람의 동기는 무관하다"고 명시한다). 조력 사망 서비스를 구축하는 전통적인 접근 방식은 항상 개인의 용인 가능한 삶의 질(예: 건강 상태 또는 질병)에 대한 관점을 전제로 자격 기준을 식별하는 것이었지만, 독일 법원의 판결은 다원주의 사회의 정부가 그렇게 할 수 없다고 명시했다. 이는 개인의 자주권과 개인-국가 분리의 원칙을 침해할 것이기 때문이다. 이는 정부 입법 제도가 마련되지 않았지만 수십 년 동안 조항이 존재해 온 스위스와 유사한 조력 사망 제도의 대안적 모델을 시사한다.

#### 스위스 여행
1998년부터 2018년까지 약 1,250명의 독일 시민(다른 어떤 국적보다 거의 세 배에 달하는 수치)이 조력 자살이 1998년부터 합법화된 스위스 취리히의 디그니타스를 방문했다. 스위스는 비거주 외국인의 조력 자살을 허용하는 몇 안 되는 국가 중 하나이다.

#### 의사 조력 자살
의사 조력 자살은 2020년 2월 26일 독일 최고 법원이 "전문가 조력 자살" 금지를 해제하면서 공식적으로 합법화되었다.

### 아이슬란드
조력자살은 불법이다.

### 아일랜드
조력 자살은 불법이다. "아일랜드 법에 따르면 안락사와 조력 자살은 모두 불법이다. 상황에 따라 안락사는 고살 또는 모살로 간주되며 종신형에 처해질 수 있다."

### 이탈리아
이탈리아에서는 2019년부터 이탈리아 헌법재판소 판결 242/2019에 따라 특정 조건 하에 조력자살이 조건부로 허용되었다.
능동적 안락사는 여전히 불법이지만, 다음과 같은 조건이 충족되면 조력 자살이 허용된다.
- 환자가 회복 불가능한 상태에 있는 경우
- 환자가 참을 수 없다고 여기는 신체적 또는 정신적 고통 (감정)을 겪는 경우
- 환자가 생명 유지 치료에 의존하는 경우
- 환자가 자유롭고 정보에 입각한 결정을 내릴 수 있는 완전한 능력이 있는 경우

앞서 언급된 조건과 자유롭고 자율적으로 요청된 조력 자살에 대한 지원 방식은 관련 윤리위원회의 사전 승인을 받아 공공 의료기관에서 확인해야 한다.
2024년 법원은 이전 판결을 지지하며 다음과 같이 명확히 했다.
- 생명 유지 치료는 의료진이 투여하는 것뿐만 아니라 가족이나 간병인이 제공하는 것도 포함한다.
- 이 판결은 생명 유지 치료가 필요하지만 이를 거부하기로 선택한 환자에게도 적용된다.

2025년 2월 현재, 이탈리아 의회는 아직 조력자살 규제에 대한 법률을 제정하지 않았다. 반면 토스카나 지방의회는 헌법재판소 판결 이행을 위한 조직 절차를 규정한 지역 법률을 통과시켰으며, 아풀리아 및 에밀리아로마냐 지방의회는 지역 결의를 통해 행정 조치를 취했다. 나머지 17개 이탈리아의 주는 여전히 절차와 일정을 정하는 데 개입해야 한다.
2022년 6월 16일, 첫 번째 조력자살이 시행되었다. 2025년 2월 14일 현재, 이탈리아에서는 6명이 조력자살을 받았다.

### 저지 섬
2021년 11월 25일, 저지 의회는 조력 사망을 합법화하기로 투표했으며, 관련 법률이 조만간 초안될 예정이다. 이 채널 제도는 영국 제도에서 이 조치를 승인한 첫 번째 국가이다. 각료위원회가 제출한 제안은 말기 질환이나 다른 치유 불가능한 고통 (감정)을 겪는 18세 이상 거주자에게 합법적인 조력 사망 서비스를 제공해야 한다고 제안한다. 이 서비스는 자발적이며, 의사 조력 자살 또는 안락사 방식이 사용된다.
이는 캠페인과 압도적인 대중적 지지에 따른 것이다. 폴 개자드와 그의 고인이 된 남편 알랭 뒤 슈맹은 조력 사망 합법화 캠페인의 핵심 인물이었다. 시민 배심원단이 구성되었고, 이는 섬에서 조력 사망을 합법화할 것을 권고했다.

### 룩셈부르크
자발적 안락사와 의사 조력 자살의 합법화를 위한 왕실 승인을 또다시 받지 못하자, 룩셈부르크 의회는 2008년 12월 헌법을 개정하여 이러한 권한을 군주인 룩셈부르크 대공에게서 박탈했다. 자발적 안락사와 의사 조력 자살은 2009년 4월 이 나라에서 합법화되었다.

### 네덜란드
2002년, 네덜란드는 자발적 안락사를 공식적으로 합법화한 세계 최초의 국가가 되었다. 의사 조력 자살은 자발적 안락사와 동일한 조건에서 합법이다. 의사 조력 자살은 2001년 승인되어 2002년에 발효된 법률에 따라 허용되었으며, 이러한 지원을 제공하는 데 필요한 특정 절차와 요구 사항을 명시하고 있다. 네덜란드에서 조력 자살은 의료 모델을 따르는데, 이는 "희망 없이 참을 수 없는 고통"을 겪는 환자의 의사만이 조력 자살 요청을 승인할 수 있음을 의미한다. 네덜란드는 12세 이상인 사람도 필요하다고 판단될 경우 조력 자살을 추구할 수 있도록 허용한다.

### 뉴질랜드
조력 자살은 뉴질랜드의 2020년 국민투표에서 뉴질랜드의 2019년 임종 선택 법이 통과된 후 비범죄화되었다. 이 법률은 2021년 11월 6일 발효되기 전 1년간의 유예 기간을 두었다. 1961년 형법 제179조에 따라 '자살을 방조하거나 교사하는' 것은 불법이며, 이는 임종 선택 법에 따라 설정된 틀 밖에서는 계속해서 적용될 것이다.

### 노르웨이
노르웨이에서는 조력자살이 불법이다. 살인으로 간주되며 최대 21년의 징역형에 처해질 수 있다.

### 포르투갈
2023년 5월 22일 법률 제22/2023호는 의사 조력 사망을 합법화했는데, 이는 의사 조력 자살과 안락사를 통해 이루어질 수 있다. 의사 조력 사망은 성인에게만 허용되며, 본인의 결정에 따라 심각한 고통 (감정)을 겪고 있고 극도로 심각한 영구적 부상 또는 심각하고 치료 불가능한 질병을 가진 경우에만 허용된다.
이 법은 아직 시행되지 않았는데, 정부가 먼저 이를 규제해야 하기 때문이다. 제31조는 법률 공포 후 90일 이내(2023년 8월 23일까지)에 규제를 승인해야 한다고 명시하고 있다. 그러나 정부는 아직 규제를 승인하지 않았다. 제34조에 따르면, 이 법은 규제 발표 후 30일이 지나야 발효된다. 2023년 11월 24일, 보건부는 법률 규제가 2024년 3월 10일에 선출된 새 정부의 책임이 될 것이라고 밝혔다.

### 남아프리카 공화국
남아프리카 공화국은 자발적 안락사와 의사 조력 자살 합법화를 둘러싼 논쟁으로 어려움을 겪고 있다. 나라 대부분에 퍼져 있는 저개발 의료 시스템으로 인해, 윌렘 랜드만은 "세계 가정의학 총회 안락사 심포지엄에서 남아프리카 법률 위원회 위원"이라고 밝히며, 남아프리카 의사들이 자발적 안락사가 합법화될 경우 기꺼이 안락사를 시행할 의향이 있다고 말했다. 그는 국내 의사 부족 때문에 "[남아프리카 공화국에서 안락사를 합법화하는 것은] 시기상조이며 실행하기 어려울 것"이라고 느낀다.
2015년 4월 30일, 프리토리아 고등법원은 로빈 스트랜셤-포드 변호사에게 의사가 기소 위협 없이 스스로 목숨을 끊도록 도울 수 있도록 허용하는 명령을 내렸다. 2016년 12월 6일, 대법원은 고등법원의 판결을 뒤집었다.

### 스위스
특정 상황에서 환자의 죽음을 돕는 것은 불법이지만, 범죄가 성립되지 않는 다른 상황도 있다. 스위스 형법의 관련 조항은 "이기적인 이유로 다른 사람에게 자살을 선동하거나 자살을 돕는 사람은 자살이 실행되거나 시도된 경우 최대 5년의 징역형(Zuchthaus) 또는 징역형(Gefängnis)에 처한다"고 명시하고 있다.
기소된 사람은 "이기적인" 이유가 아니라 고통 (감정)을 덜어주기 위해 요청된 죽음을 초래하려는 "선의"에 동기 부여되었음을 입증함으로써 유죄 판결을 피할 수 있다고 추정된다. 유죄 판결을 피하려면, 사망한 사람이 자신이 무엇을 하는지 알고 있었고, 결정을 내릴 능력이 있었으며, "진심으로" 요청했음을, 즉 여러 번 죽음을 요청했음을 증명해야 한다. 또한 돕는 사람은 실제로 죽음에 이르는 행위를 직접 하지 않아야 한다. 그렇지 않으면 제114조: 요청에 따른 살해(Tötung auf Verlangen)에 따라 유죄 판결을 받을 수 있다. 즉, 타인이 심각하고 집요하게 요청하여 고결한 이유, 특히 연민으로 사람을 살해한 사람은 징역형(Gefängnis)에 처한다. 예를 들어, 돕는 사람이 준비를 마친 후, 자살하려는 사람이 직접 주사기를 누르거나 약을 복용해야 한다. 이로써 국가는 자국민 다수가 반대할 수 있는 특정 논란의 여지가 있는 행위를 범죄화하면서도, 삶을 끝내는 데 도움이 필요한 일부 사람들을 위한 좁은 범위의 조력 행위를 합법화할 수 있다.
스위스는 비거주 외국인의 조력자살을 허용하는 세계 유일한 국가이며, 이로 인해 일부 비판론자들은 이를 자살 관광이라고 부른다. 1998년부터 2018년까지 약 1250명의 독일 시민(다른 어떤 국적보다 거의 세 배에 달하는 수치)이 조력자살을 위해 스위스 취리히의 디그니타스를 방문했다. 같은 기간 동안 400명 이상의 영국 시민도 같은 클리닉에서 생을 마감하기로 선택했다.
2011년 5월, 취리히는 (i) 조력자살을 전면 금지해야 하는지, (ii) 디그니타스 및 기타 조력자살 제공 기관이 해외 사용자를 허용해서는 안 되는지에 대한 국민투표를 실시했다. 스위스 복음인민당과 스위스 연방민주연합이라는 두 보수 사회 보수 정당의 안락사 반대 로비에도 불구하고, 취리히 유권자들은 두 가지 금지안을 모두 압도적으로 부결시켰다. 전면 금지 제안은 84%의 유권자가 반대했고, 78%는 해외 사용자가 서비스를 필요로 할 경우 서비스를 계속 개방해야 한다고 투표했다.
스위스에서는 의사 이외의 조력자살이 합법이며, 주로 자원봉사자들이 도움을 제공한다. 반면 벨기에와 네덜란드에서는 의사가 반드시 입회해야 한다. 스위스에서는 의사가 주로 환자의 의사결정 능력을 평가하고 치사량의 약물을 처방하는 역할을 한다. 또한, 미국과는 달리 말기 질환이 아닌 의사결정 능력만 있으면 조력자살이 가능하다. 스위스에서 조력자살을 이용하는 사람들의 약 25%는 말기 질환이 아니라 단순히 노인이거나 "삶에 지친" 사람들이다.

### 영국

#### 잉글랜드와 웨일스
자살을 의도적으로 돕는 것은 불법이다. 2003년에서 2006년 사이에 조페 경은 잉글랜드와 웨일스에서 의사 조력 자살을 합법화하기 위한 법안을 네 차례 도입하려 시도했다. 모두 영국 의회에서 부결되었다. 한편, 공공 기소 책임자는 잉글랜드와 웨일스에서 타인의 자살을 도운 개인을 기소하는 기준을 명확히 했다. 이 기준들은 아직 항소법원에서 검토되지 않았다.
2014년, 팔코너 토로톤 경은 하원에 조력 사망 법안을 제출하여 2차 독회를 통과했지만, 총선 이전에 시간이 부족했다. 통과 과정에서 귀족들은 법안 반대자들이 제안한 두 가지 수정안을 부결시켰다. 2015년, 노동당 의원 롭 매리스는 팔코너 제안을 기반으로 한 다른 법안을 하원에 제출했다. 2차 독회는 1997년 이후 하원에서 이 문제에 대해 투표할 수 있었던 첫 번째 기회였다. 포풀루스 여론 조사에 따르면 영국 대중의 82%가 팔코너 경의 조력 사망 법안 제안에 동의했다. 그러나 2015년 9월 11일 자유 투표에서 찬성 118표, 반대 330표로 법안은 부결되었다. 말기 성인을 위한 조력 자살에 관한 또 다른 법안인 말기 성인 (임종) 법안은 2024년 11월 29일 2차 독회에서 투표되어 통과되었다. 법안에 대한 의회 심의의 추가 단계가 진행될 예정이다.

#### 스코틀랜드
영국 내 다른 관할권과는 달리, 스코틀랜드에서는 1961년 이전에도 자살이 불법이 아니었으며(지금도 아니다), 따라서 관련 범죄도 만들어지지 않았다. 자살에 대한 어떤 도움의 실제 성격에 따라 모살 또는 고살의 범죄가 성립될 수도 있고, 전혀 범죄가 아닐 수도 있다. 현대의 비교 가능한 기소는 약물 중독자가 주사 중 비의료적 도움을 "직접적으로" 받다가 의도치 않게 사망하여 고살 유죄 판결을 받은 경우일 수 있다. 죽음을 의도하는 사람을 돕는 것에 관한 현대 법률은 관련 판례법이 부족하여 불확실성이 존재하며, 이는 더 많은 확실성을 제공하는 법규를 도입하려는 시도로 이어졌다.
독립 MSP 마고 맥도널드의 "생명 종료 지원 법안"은 2010년 1월 스코틀랜드 의회에 제출되어 의사 조력 자살을 허용하고자 했다. 로마 가톨릭교회와 스코틀랜드에서 가장 큰 교단인 스코틀랜드 교회는 이 법안에 반대했다. 이 법안은 2010년 12월 85대 16(기권 2표)으로 부결되었다.
 조력 자살(스코틀랜드) 법안은 2013년 11월 13일 고 마고 맥도널드 MSP에 의해 발의되었고, 맥도널드 의원의 사망 후 패트릭 하비 MSP가 이어받았다. 이 법안은 2015년 1월 주요 위원회 심사 단계를 거쳐 몇 달 후 의회에서 표결에 부쳐졌으나 다시 부결되었다.
리암 맥아서 MSP는 2024년 3월 27일 말기 성인 조력 사망(스코틀랜드) 법안을 발의했다. 이 법안은 말기 성인이 의료 전문가에게 생명 종료를 위한 도움을 요청하고 받을 수 있도록 허용할 것이다.

#### 북아일랜드
보건은 영국에서 분권된 문제이므로, 북아일랜드 의회가 조력 사망에 대한 법률을 적절하게 제정해야 한다. 2018년 현재, 의회에 그러한 법안은 제출되지 않았다.

### 미국

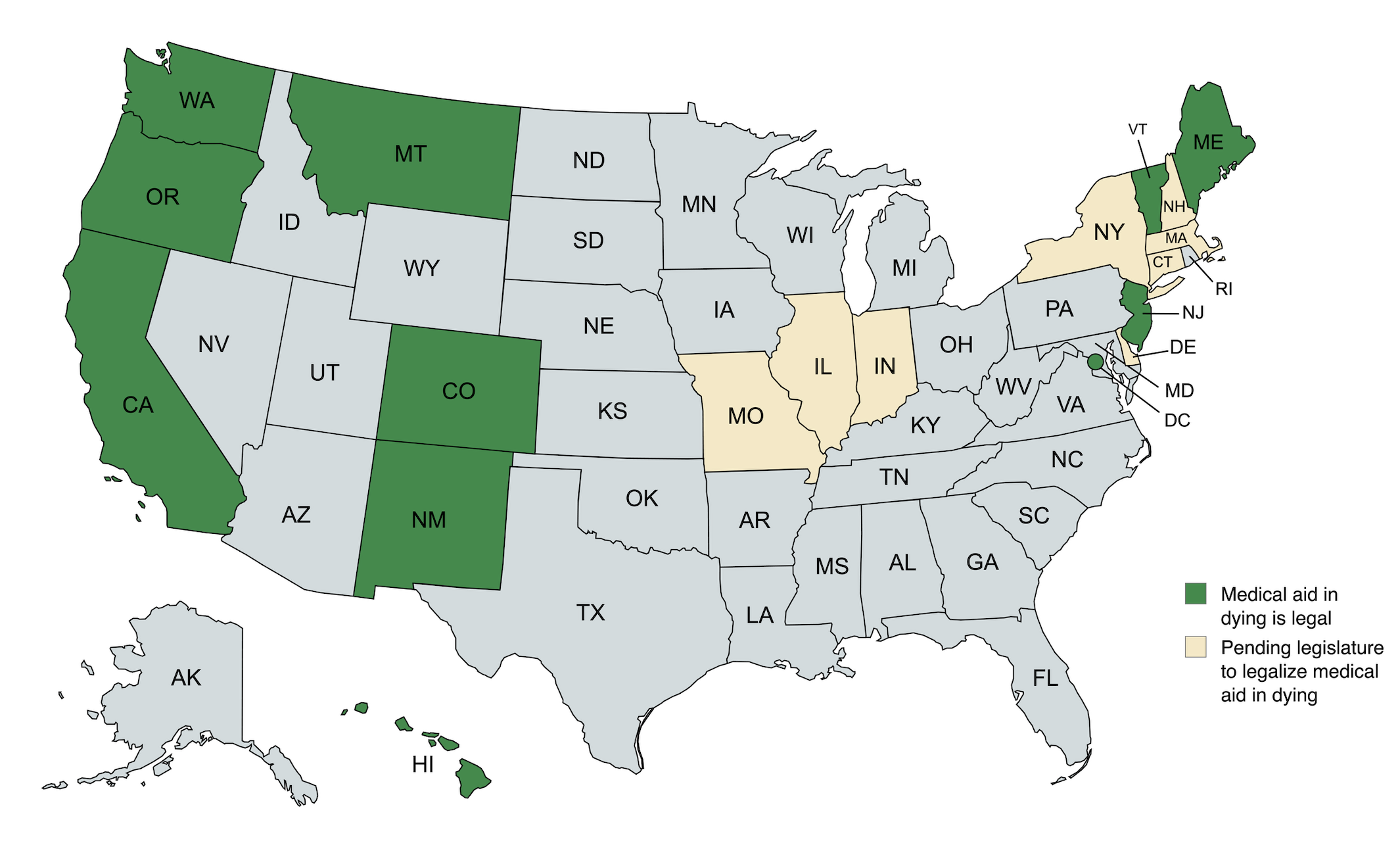
의료적 조력 사망이 합법인 주

의사 조력 사망은 1994년 오리건 죽을 권리 법에 의해 처음 합법화되었으며, 소송으로 인해 1997년까지 발효가 지연되었다. 2025년 현재, 다음 주와 지역에서 합법이다.
- 오리건주 (1997년부터)[187]
- 워싱턴주 (2008년부터)[188]
- 몬태나주 (2009년부터)[189]
- 버몬트주 (2013년부터)[190]
- 캘리포니아 (2016년부터)[191][192]
- 콜로라도주 (2016년부터)[193]
- 워싱턴 D.C. (2017년부터)[194]
- 하와이 (2018년부터)[195]
- 뉴저지주 (2019년부터)[196]
- 메인주 (2020년부터)[197][198]
- 뉴멕시코주 (2021년부터)[199]
- 델라웨어 (2025년부터)[200]

몬태나주는 법원 판결에 의해 의료적 조력 사망이 합법인 유일한 주이며, 주 법률에 의한 것이 아니다. 몬태나 대법원은 Baxter v. Montana (2009) 판결에서 의사 조력 사망을 금지하는 주 법률이나 공공 정책적 이유를 찾을 수 없다고 판결했다.
절차 접근은 일반적으로 말기 증상을 앓고 6개월 미만의 삶을 남겨둔 사람으로 제한된다. 환자는 일반적으로 정신적으로 유능해야 하며, 여러 의사의 승인을 받아야 하고, 여러 번 요청을 확인해야 한다.
의료적 조력 사망이 불법인 주에서는 이에 참여하는 것에 대한 처벌이 다양하다. 예를 들어, 와이오밍주는 "보통법상 범죄를 인정하지 않으며, 의사 조력 자살을 특별히 금지하는 법률이 없다". 반면 플로리다주에서는 "고의로 타인의 자살을 돕는 모든 사람은 2급 중죄인 고살죄로 유죄가 된다".

### 우루과이
조력 자살은 범죄이지만, 1934년에 발효된 형법 제37조에 따라 "재판관은 이전 생활이 명예로웠고, 피해자의 반복된 요청에 의해 연민에 동기 부여된 살인을 저지른 사람에 대한 처벌을 면제할 권한이 있다"고 명시되어 있어 유죄 판결이 내려진 사례는 없는 것으로 보인다.

## 안전 장치
많은 현재 조력 사망 법률에는 오남용을 방지하기 위한 감독 및 조사 절차를 제공하려는 조항이 포함되어 있다. 여기에는 자격 및 자격 부여 절차, 의료 팀의 의무적인 주 보고, 의료 위원회 감독이 포함된다. 오리건 및 기타 주에서는 두 명의 의사와 두 명의 증인이 치사량 처방에 대한 요청이 강요되거나 부당한 영향력 하에 있지 않았음을 확인해야 한다.
이러한 안전 장치에는 거주지 및 자격 증명이 포함된다. 환자는 두 명의 의사를 만나야 하며, 이들은 환자가 스스로 결정을 내리고 있는지 여부를 판단하기 위해 정신과 평가를 포함하여 진단을 확인해야 한다. 다음 단계는 두 번의 구두 요청, 다음 요청을 하기 전 최소 15일의 대기 기간이다. 서면 요청은 가족 구성원이 아닌 두 명의 다른 증인이 서명해야 하며, 약물 자격 여부를 의사가 확인하기 위한 또 다른 대기 기간이 있다("죽을 권리").
이러한 안전 장치가 작동하는지에 대한 논쟁은 반대론자와 찬성론자 사이에 논의되고 있다.
1996년 오리건 응급 의사를 대상으로 한 설문 조사에 따르면 "오직 37%만이 오리건 이니셔티브에 취약 계층을 보호하기에 충분한 안전 장치가 있다고 응답했다."

## 방법

### 약물 사용
조력자살은 일반적으로 약물 복용을 통해 이루어진다.

#### 섭취 방법
대부분의 관할권에서 약물은 일반적으로 삼킨다. 환자는 몇 분 후에 의식을 잃고 약 두 시간 내에 사망한다. 캐나다에서는 약물을 정맥 주입으로 복용하며, 사망은 일반적으로 몇 분 내에 발생한다.

#### 사용되는 약물
캐나다에서는 미다졸람, 프로포폴, 로쿠로니움 순서로 사용된다.
네덜란드에서는 네덜란드의 안락사 시행 지침에서 매우 고용량의 바르비투르산계를 권장했다.
오리건주에서는 2022년에 투여된 약물의 70% 이상이 DDMAPh(디아제팜, 디곡신, 모르핀 황산염, 아미트리프틸린, 페노바르비탈) 조합을 사용했으며, 28%는 DDMA(디아제팜, 디곡신, 모르핀 황산염, 아미트리프틸린) 조합을 사용했다. 이러한 약물 조합은 이전 연도에 개별 약물을 사용하던 것을 대부분 대체했다. 2001년부터 2022년까지 DDMAPh의 사망까지의 중앙값 시간은 42분이었고, DDMA는 49분이었다.
다른 미국 주에서도 조력자살 프로그램에 약물 조합을 사용한다.
스위스 디그니타스 프로그램에서는 항구토제를 복용한 후 펜토바르비탈 나트륨(NaP, 별칭 Nembutal) 15그램을 섭취한다. 이것은 보통 물에 타서 마시지만, 위관이나 정맥으로 투여될 수도 있다. 스위스 페가소스 스위스 협회 프로그램에서는 펜토바르비탈 나트륨을 정맥으로 투여한다.
조력자살에 사용된 약물은 다음과 같다.

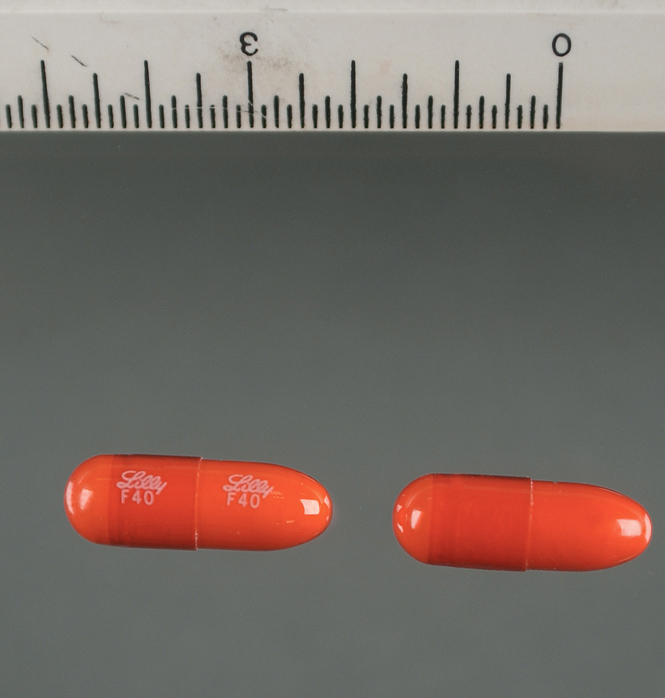
세코바르비탈은 미국에서 의사 조력 자살에 가장 흔하게 처방되는 약물 중 하나였다.

- 바르비투르산계, 특히 세코바르비탈(브랜드명 Seconal)[213][214] 및 펜토바르비탈[215][216]
- 프로포폴[217]
- 미다졸람[217]
- 로쿠로니움[217]
- 약물 조합이 때때로 사용된다.[213]

다른 약물 및 약물 조합도 고려되었다.

#### 연구
이러한 약물에 의한 사망 시 뇌 활동, 혈중 농도 또는 폐 영향에 대한 연구는 거의 이루어지지 않았다.

### 기체 사용
질소에 의한 비활성 기체 질식은 조력자살에 사용되었다. (또한 합법적인 사형에도 사용된다.)

### 의료진, 제공자 또는 기타 인물의 입회 여부
의료진은 '문지기' 역할을 할 수 있다. 자원봉사자가 입회할 수도 있다. 그러나 2022년 오리건 프로그램에서는 약물 복용 시점의 28%의 경우, 그리고 사망 시점의 55%의 경우에 제공자나 자원봉사자가 입회하지 않았다.

### 듀오 안락사
듀오 안락사(duo-euthanasia)는 파트너가 함께 사망하는 것을 말한다. 네덜란드에서는 2023년에 66명(33쌍)이 듀오 안락사로 사망했다.

### 장기 기증
네덜란드에서는 조력 사망 후 장기 기증이 합법이다.

## 의료적 조력 사망 프로그램 통계

### 주요 국가별 통계
2021년 데이터 기준, 조력 사망 발생률이 가장 높은 국가는 다음과 같다.
- 캐나다: 10,064명
- 네덜란드: 7,666명
- 벨기에: 2,699명
- 미국: 1,300명 이상[227]

캐나다에서는 2022년에 13,241건의 조력 사망이 발생하여 전체 사망의 4% 이상을 차지했다.
네덜란드에서는 2023년 안락사로 인한 사망자가 9,068명으로, 2022년 대비 4% 증가했다. 이 사망자 수는 전체 사망의 5%를 차지했다.
캘리포니아에서는 2022년에 853건의 조력 사망이 기록되었다.

### 오리건주
오리건주 프로그램에서는 2001년부터 2022년까지 2454명이 사망했다.
2022년 동안 431명(2021년 384명)이 오리건 DWDA 조항에 따라 치사량 약물 처방을 받았으며, 2023년 1월 20일 현재 OHA는 이 중 278명(2021년 255명)이 해당 약물을 복용하여 사망했다는 보고를 받았다. 이 중 85%는 65세 이상이었고, 96%는 백인이었다. 가장 흔한 기저 질환은 암(64%), 심장병(12%), 신경계 질환(10%)이었다. 92%는 자택에서 사망했다. (프로그램 이용 이유에 대해서는 위의 논쟁 섹션을, 추가 정보에 대해서는 위의 방법 섹션을 참조하라.)
2016년 2월, 오리건주는 2015년 통계 보고서를 발표했다. 2015년에 주에서 스스로 생명을 끝내기 위해 치사량 약물 승인 및 처방을 받은 사람은 218명이었다. 그 218명 중 125명은 최종적으로 약물을 복용하여 사망한 것으로 확인되었다. 50명은 약물을 복용하지 않고 다른 원인으로 사망했으며, 나머지 43명은 약물 복용 여부가 불확실하다. 오리건주 공중 보건국의 설문 조사에 따르면, 참가자의 대다수인 78%가 65세 이상이었고, 93.1%가 백인이었다. 스스로 생명을 끝내기로 선택한 말기 환자의 72%는 어떤 형태의 암 진단을 받았다. 오리건주의 2015년 설문 조사에서 의료적 조력 사망에 참여하는 말기 환자들에게 임종 시 가장 큰 우려 사항이 무엇인지 물었다. 그 중 96.2%는 과거 삶을 즐겁게 해준 활동에 참여하는 능력 상실을, 92.4%는 자주권 또는 자신의 생각이나 행동의 독립성 상실을, 그리고 75.4%는 존엄 상실을 언급했다.
2015년 완화 의료 저널 보고서는 호스피스 이용 패턴에 대해 오리건주가 호스피스 이용률 상위 4분위수이자 호스피스 이용의 잠재적으로 우려되는 패턴 최하위 4분위수에 모두 속한다는 점을 지적했다. 2013년 임종 시 지원(AiD)이 승인된 버몬트주에서도 비슷한 경향이 발견되었다.
2002년 오리건주 호스피스 간호사와 사회복지사를 대상으로 한 연구에 따르면, 의사 조력 사망에 사용되는 약물인 바르비투르산계 처방을 요청하지 않은 호스피스 환자들 사이에서 고통 (감정), 우울증, 불안장애, 극심한 호흡곤란 및 죽음 과정에 대한 두려움 증상이 더 두드러지는 것으로 나타났다.

### 워싱턴주
워싱턴주에서도 의사가 처방한 치사량의 약물 복용으로 인한 사망이 증가하는 경향을 보였다. 2009년 64명에서 2015년 202명으로 늘어났다. 사망자 중 72%는 말기 암 환자였고 8%는 신경퇴행성 질환(ALS 포함) 환자였다.

### 디그니타스
2023년 스위스 디그니타스 프로그램에서 250건의 조력자살이 이루어졌다.

## 유명 사례
2006년, 영국 의사 앤 터너는 불치병으로 스위스 취리히의 한 클리닉에서 스스로 목숨을 끊었다. 그녀의 이야기는 영국방송공사에 보도되었고, 나중에 2009년에는 줄리 월터스 주연의 TV 영화 스위스에서의 짧은 체류로 제작되었다.
2009년, 영국의 지휘자 에드워드 다운스 경과 그의 아내 조안은 취리히 외곽의 한 자살 클리닉에서 "자신들이 선택한 상황"에서 함께 사망했다. 에드워드 경은 말기 환자가 아니었지만, 그의 아내는 급속히 진행되는 암 진단을 받았다.
2010년, 미국 PBS TV 프로그램 프론트라인은 크레이그 에워트 교수와 그의 가족, 그리고 디그니타스에 대한 이야기를 다룬 다큐멘터리 '자살 관광객'을 방영했다. 이 다큐멘터리는 그가 근위축성 측삭 경화증 (루게릭병) 진단을 받고 고통을 겪은 후 스위스에서 펜토바르비탈 나트륨을 사용하여 조력 자살을 하기로 결정한 과정을 담고 있다.
2011년, 영국방송공사는 운동신경 질환을 앓고 있던 통조림 공장 주인 피터 스메들리의 조력자살을 방영했다. 프로그램 '테리 프래쳇: 죽음을 선택하다'는 스메들리가 스위스의 자발적 안락사 클리닉인 디그니타스 클리닉을 이용해 자살을 실행하는 과정을 그렸다. 프로그램은 스메들리가 생을 마감하기 위해 마시는 액체의 불쾌한 맛을 상쇄하기 위해 초콜릿을 먹는 장면을 보여준다. 액체를 마신 지 몇 분 후, 스메들리는 물을 애원하며 숨을 헐떡이고 얼굴이 붉어졌으며, 아내의 손을 잡은 채 깊은 잠에 빠져 코를 골았다. 몇 분 뒤 스메들리는 숨을 멈췄고 심장이 멎었다.
2022년 콜롬비아에서 빅토르 에스코바르가 비말기 질환을 앓고 있는 사람으로는 처음으로 법적으로 규제된 안락사로 사망했다. 60세의 에스코바르는 말기 만성 폐쇄 폐 질환을 앓고 있었다.
2025년 캘리포니아의 웨인 호킨스는 영국방송공사를 자신의 조력자살에 초대했다.

## 조력자살 관련 단체
- 죽을 권리 전국 센터는 임종 옹호 및 정책 개혁 활동을 하는 미국 비영리 단체이다. 이 단체는 1994년부터 의사 조력 자살과 안락사를 옹호해왔다.[238]
- 컴패션 & 초이스는 임종 및 기타 돌봄 문제에 적극적인 미국 비영리 단체이다.
- 케어 낫 킬링은 안락사에 반대하는 영국 단체이다.[239]

## 같이 보기
- 안락사
- 자살방조